# Jerónimo Della Latta
Jerónimo Della Latta (La Plata, Argentina, 27 de julio de 1890 - Buenos Aires, 27 de agosto de 1974) fue un obrero ferroviario, dirigente gremial y político argentino perteneciente al Partido Socialista, por el que fue diputado nacional entre 1934 y 1938.

## Biografía
Della Latta nació en La Plata en 1890, como hijo del italiano Alfredo Della Latta y de la uruguaya Eloísa Sosa. De muy niño residió en Avellaneda, donde cursó los primeros tres años de la educación primaria, a los ocho años comenzó a trabajar en la Fábrica de Fósforos de Avellaneda. Más tarde comenzó a trabajar en el Ferrocarril del Sud, donde militó en el gremio del ferrocarril. Participó activamente de la huelga ferroviaria de enero y febrero de 1918, que se extendió por 24 días.
En enero de 1921, participa del Congreso Extraordinario del PS en Bahía Blanca, donde se discutió la posición del Partido con respecto a la Revolución Rusa y la Tercera Internacional. Della Latta presentó una moción para que el PS se adhiera a la Internacional Comunista, pero con algunas condiciones que hacían su proyecto de adhesión diferente al que habían presentado Enrique del Valle Iberlucea y los llamados "terceristas". 
En 1918, Della Latta había sido elegido concejal de Avellaneda, en 1920 fue diputado provincial por Buenos Aires, y luego fue nuevamente concejal por Avellaneda hasta el golpe de Estado de 1930, que desplazó a las autoridades provinciales y al Congreso de la provincia.Como miembro del Comité Ejecutivo del PS es uno de los firmantes el “Manifiesto al Pueblo de la República” del 11 de septiembre de 1930.

En 1934, fue electo como diputado nacional por la provincia de Buenos Aires, cargo que ocupó hasta 1938, en ese periodo integró la comisión especial de Legislación Municipal.
En 1940 es uno de los principales impulsores de Acción Argentina en el partido de Avellaneda, junto a Fabián Onsari.
En 1958, Della Latta es elegido diputado provincial en la provincia de Buenos Aires por el PS, cargo que mantuvo hasta 1962. En ese año, y ante la división del PS, Della Latta  es expulsado del PS. De tal manera se convierte en uno de los fundadores del Partido Socialista Democrático.
En 1958 fue uno de los organizadores de la movilización obrero- estudiantil que bajo el lema "Laica o libre" se opuso a la politica universitaria de Frondizi lo que llevó a su posteriormente encarcelamiento en el marco del Plan Conintes.
En 1962 fue candidato a intendente de Avellaneda, pero no logra ser electo. Della Latta colaboró en La Vanguardia y en el Anuario Socialista.